# Waldemar Zboralski
Waldemar Zboralski (sinh ngày 4 tháng 6 năm 1960) là một nhà hoạt động vì quyền đồng tính kỳ cựu người Ba Lan, chính khách và nhà báo.

## Cuộc đời
Zboralski sinh ra ở Nowa Sól, nơi ông lớn lên và tốt nghiệp trung học.
Ông trở thành nạn nhân của Chiến dịch bí mật Hyacinth do cảnh sát cộng sản Ba Lan tổ chức. Mục đích của hoạt động là tạo ra một cơ sở dữ liệu quốc gia về tất cả những người đồng tính luyến ái và những người có liên hệ với họ.
Zboralski đến Warsaw vào năm 1986 và sống ở đó trong hai năm - từ tháng 1 năm 1986 đến tháng 4 năm 1988 - nơi ông là người tích cực tham gia và tổ chức phong trào đồng tính Warsaw. Năm 1987, ông là người đồng sáng lập và là chủ tịch đầu tiên của Phong trào Đồng tính Warsaw. Vào tháng 3 năm 1988 Zboralski và một nhóm 15 người, bao gồm cả Sławek Starosta và Krzysztof Garwatowski, đã nộp đơn chính thức để đăng ký Phong trào Đồng tính Warsaw. Đơn đăng ký đã bị từ chối do sự can thiệp của Tướng Kiszczak, Bộ trưởng Bộ Nội vụ, vì lý do "đạo đức công vụ".
Zboralski được nghiên cứu của Đài Châu Âu Tự do gọi là thành viên của "Phong trào độc lập ở Đông Âu" lần đầu tiên vào ngày 17 tháng 11 năm 1988.
Theo Krzysztof Tomasik, tác giả của cuốn sách "Gejerel. Mniejszości seksualne w PRL-u" ("Gayerel. Người thiểu số tính dục ở PRL"), Zboralski là "Wałęsa đồng tính", "lực lượng chính đằng sau phong trào đồng tính ở Warsaw".
Zboralski đã vận động hành lang để hợp pháp hóa hôn nhân đồng giới ở Ba Lan, ông là người đầu tiên đăng các bài báo về chủ đề này trên báo chí Ba Lan.
Năm 2003, ông là người đầu tiên trở thành thành viên danh dự của tổ chức LGBT Ba Lan, Chiến dịch chống kỳ thị đồng tính. Năm 2004, với tư cách là một ứng cử viên đồng tính công khai của Đảng Lý do, Zboralski đã không thành công trong cuộc bầu cử vào Nghị viện Châu Âu. Năm 2005, ông là một ứng cử viên đồng tính công khai không thành công của Liên minh Cánh tả cho Sejm, hạ viện của quốc hội Ba Lan.
Vào ngày 12 tháng 10 năm 2007 Zboralski kết hôn với người bạn đời của mình là Krzysztof Nowak ở Anh là cặp đôi đồng tính Ba Lan đầu tiên kết hôn ở đất nước đó.
Năm 2020, ông tham gia chương trình Radio Maryja player để "chuyển đổi càng nhiều người càng tốt khỏi tội đồng tính luyến ái".
Hiện tại ông đang sống ở Anh với tư cách là một y tá đã đăng ký.